# Atletica leggera ai Giochi della XXVII Olimpiade - 400 metri ostacoli femminili

Video della Finale

I 400 metri ostacoli hanno fatto parte del programma di atletica leggera femminile ai Giochi della XXVII Olimpiade. La competizione si è svolta nei giorni 24-27 settembre 2000 allo Stadio Olimpico di Sydney.

## Presenze ed assenze delle campionesse in carica
| Competizione         | Atleta           | Prestazione | Sydney 2000 |
| -------------------- | ---------------- | ----------- | ----------- |
| Olimpiadi 1996       | Deon Hemmings    | 52”82       | Presente    |
| Commonwealth 1998    | Andrea Blackett  | 53”91       | Presente    |
| Goodwill Games 1998  | Deon Hemmings    | 54”20       | Presente    |
| Europei 1998         | Ionela Târlea    | 53”37       | Presente    |
| Coppa del mondo 1998 | Nezha Bidouane   | 52”96       | Presente    |
| Asiatici 1998        | Natalya Torshina | 55”33       | Presente    |
| Panamericani 1999    | Daimí Pernía     | 53”44       | Presente    |
| Africani 1999        | Tacko Diouf      | 55”69       | Presente    |
| Mondiali 1999        | Daimí Pernía     | 52”89       | Presente    |
|                      |                  |             |             |
| Mondiali junior 1996 | Ulrike Urbansky  | 56”65       | Presente    |

1. ↑  Sotto la bandiera del Marocco.

## La gara
I criteri di passaggio del primo turno vengono ristretti: si qualificano direttamente solo le prime due di ogni batteria. Ne fa le spese la diciassettenne Jana Pittman, che giunge terza nella terza serie. Avrà più fortuna ai Mondiali juniores il mese dopo.
La prima semifinale è vinta da Deon Hemmings (54"00). La primatista mondiale, Kim Batten, ha una controprestazione (55"73) e non si qualifica. Irina Privalova prevale nella seconda semifinale in 54"02.

In finale, la Prilavova fa una gara perfetta e vince con un ottimo 53"02, miglior tempo dell'anno.
L'atleta russa, ex centometrista, si mette al collo l'oro olimpico al suo primo anno in una specialità per lei nuova: la finale olimpica è solo la sua quinta gara sulla distanza.
Inoltre, all'età di 31 anni la Privalova è la più matura olimpionica della specialità, mettendo in conto anche gli uomini.

## Risultati

### Turni eliminatori
| 5 Batterie   | 24 settembre | 34 partenti   | Si qualificano le prime 2 più i 6 migliori tempi.   |
| 2 Semifinali | 25 settembre | 8 + 8         | Si qualificano le prime 3 più i due migliori tempi. |
| Finale       | 27 settembre | 8 concorrenti |                                                     |

### Finale
Stadio Olimpico, mercoledì 27 settembre, ore 20:55.
| Pos | Paese       | Atleta             | Tempo |
| --- | ----------- | ------------------ | ----- |
|     | Russia      | Irina Privalova    | 53"02 |
|     | Giamaica    | Deon Hemmings      | 53"45 |
|     | Marocco     | Nezha Bidouane     | 53"57 |
| 4   | Cuba        | Daimí Pernía       | 53"68 |
| 5   | Ucraina     | Tetiana Tereshchuk | 53"98 |
| 6   | Romania     | Ionela Târlea      | 54"35 |
| 7   | Islanda     | Gudrun Arnadottir  | 54"63 |
| 8   | Regno Unito | Natasha Danvers    | 55"00 |